# Kereszt (jel)
A kereszt (†, &dagger;, U+2020 (8224)) és a kettőskereszt (‡, &Dagger;, U+2021 (8225)) tipográfiai jel.

## Használata
Lábjegyzetek jelölésére használják, második és harmadik lábjegyzet-hivatkozásként. Előtte a csillag (*), utána általában a bekezdésjel (¶) vagy a dupla függőleges vonal (‖) következik. Használata következetlen: az utóbbi két jel a korai modern tipográfiában sem volt még jelen. A szerző által használt, felső indexben lévő számoktól eltérően általában a szerkesztő megjegyzéseit jelölik így.
Mivel a krisztusi keresztet  is jelképezi, bizonyos esetekben egy elhunyt személy neve előtt (esetleg után), illetve halálozási dátumok előtt is használatos. Ezen jelentése miatt nem tanácsos élő emberre vonatkozó lábjegyzet jelölésére használni; elhunytak közül pedig csak keresztény vagy keresztény kultúrkörbe tartozó embereknél használjuk.
Nem tévesztendő össze a keresztjel a ┼ (U+253C) keretrajzoló jellel. Hasonlóan a ǂ  (U+01C2) jel sem egyezik meg a kettőskeresztjellel.
Időnként az összeadásjellel helyettesítik elavult karakterkódolás használatakor.
Vasúti menetrendekben a keresztjel gyakran a vasárnapok és ünnepnapok jelentést hordozza. 

Kereszt és kettőskereszt jelek különböző betűcsaládokban. Megfigyelhető a stilizált és nem stilizált változatok közti különbség.